# Persone di nome Gheorghe
| Questa pagina contiene informazioni ricavate automaticamente dalle voci biografiche con l'ausilio del template Bio e di un bot. L'aggiornamento è periodico e automatico e ricostruisce completamente la pagina. Se manca una persona in questa lista, sei pregato di non aggiungerla, ma accertati piuttosto che la sua voce biografica contenga il template Bio e che i dati anagrafici siano correttamente compilati. Se il template Bio manca, inseriscilo tu stesso o, in alternativa, metti l'avviso {{tmp\|Bio}} che ne segnala la mancanza. Se i dati riportati sono sbagliati, correggi direttamente la voce biografica; le modifiche saranno visibili in questa lista entro pochi giorni. Per chiarimenti vedi il progetto antroponimi. La lista contiene solo le 66 persone che sono citate nell'enciclopedia e per le quali è stato implementato correttamente il template Bio. Pagina aggiornata al 22 lug 2025. |

Questa è una lista di persone presenti nell'enciclopedia che hanno il nome Gheorghe, suddivise per attività principale.

## Allenatori di calcio(2)
- Gheorghe Albu, allenatore di calcio e calciatore rumeno (Arad, n. 1909 - Făgăraș, † 1974)
- Gheorghe Mulțescu, allenatore di calcio e calciatore rumeno (Botoroaga, n. 1951 - Bucarest, † 2024)

## Allenatori di pallavolo(1)
- Gheorghe Crețu, allenatore di pallavolo e ex pallavolista rumeno (Costanza, n. 1968)

## Artisti(1)
- Gheorghe Untu, artista moldavo (Borosenii Noi, n. 1964)

## Calciatori(13)
- Gheorghe Andronic, calciatore moldavo (Chișinău, n. 1991)
- Gheorghe Anton, ex calciatore moldavo (Chițcanii Vechi, n. 1993)
- Gheorghe Boghiu, ex calciatore moldavo (Chișinău, n. 1981)
- Gheorghe Brandabura, calciatore rumeno (Fedeleşoiu, n. 1913)
- Gheorghe Bucur, ex calciatore rumeno (Bucarest, n. 1980)
- Gheorghe Ceaușilă, ex calciatore rumeno (Boișoara, n. 1966)
- Gheorghe Craioveanu, ex calciatore rumeno (Hunedoara, n. 1968)
- Gheorghe Gornea, calciatore rumeno (Sinaia, n. 1944 - Sinaia, † 2005)
- Gheorghe Grozav, calciatore rumeno (Alba Iulia, n. 1990)
- Gheorghe Liliac, ex calciatore rumeno (Dorohoi, n. 1959)
- Gheorghe Ovseanicov, ex calciatore moldavo (Sîngerei, n. 1985)
- Gheorghe Rășinaru, calciatore rumeno (Szászsebes, n. 1915 - † 1994)
- Gheorghe Tătaru, calciatore rumeno (Bucarest, n. 1948 - Iași, † 2004)

## Canoisti(3)
- Gheorghe Andriev, ex canoista rumeno (n. 1968)
- Gheorge Danielov, canoista rumeno (Dunavatu de Sus, n. 1948 - Bucarest, † 2017)
- Gheorghe Simionov, ex canoista rumeno (Caraorman, n. 1950)

## Cestisti(5)
- Gheorghe Constantinide, cestista rumeno (n. 1928 - † 2003)
- Gheorghe Mureșan, ex cestista rumeno (Tritenii de Jos, n. 1971)
- Gheorghe Novac, cestista, allenatore di pallacanestro e dirigente sportivo rumeno (Bucarest, n. 1945 - † 2022)
- Gheorghe Oczelak, cestista rumeno (Cluj-Napoca, n. 1951 - † 1998)
- Gheorghe Teodorescu, cestista rumeno (n. 1922 - † 1978)

## Compositori(1)
- Gheorghe Dima, compositore romeno (Brașov, n. 1847 - Cluj-Napoca, † 1925)

## Danzatori(1)
- Gheorghe Iancu, ballerino e coreografo rumeno (Bucarest, n. 1956)

## Flautisti(1)
- Gheorghe Zamfir, flautista e compositore rumeno (Găești, n. 1941)

## Funzionari(1)
- Gheorghe Alexianu, funzionario e criminale di guerra rumeno (Străoane, n. 1897 - Jilava, † 1946)

## Generali(1)
- Gheorghe Manu, generale e politico rumeno (Bucarest, n. 1833 - Bucarest, † 1911)

## Giavellottisti(1)
- Gheorghe Megelea, ex giavellottista rumeno (Reșița, n. 1954)

## Lottatori(1)
- Gheorghe Berceanu, lottatore rumeno (Cârna, n. 1949 - Slatina, † 2022)

## Matematici(1)
- Gheorghe Vrănceanu, matematico rumeno (Valea Hogei, n. 1900 - Bucarest, † 1979)

## Militari(1)
- Gheorghe Eminescu, militare, storico e scrittore rumeno (Mizil, n. 1890 - Bucarest, † 1988)

## Neurologi(1)
- Gheorghe Marinescu, neurologo rumeno (Bucarest, n. 1863 - Bucarest, † 1938)

## Nobili(3)
- Gheorghe Bibescu, nobile rumeno (Craiova, n. 1804 - Parigi, † 1873)
- Gheorghe Duca, nobile rumeno (Bucarest, † 1685)
- Gheorghe Ghica, nobile rumeno (Veles, n. 1600 - Costantinopoli, † 1664)

## Pallamanisti(2)
- Gheorghe Dogărescu, pallamanista rumeno (Viziru, n. 1960 - † 2020)
- Gheorghe Gruia, pallamanista e allenatore di pallamano rumeno (Bucarest, n. 1940 - Città del Messico, † 2015)

## Pedagogisti(1)
- Gheorghe Lazăr, pedagogista romeno (Avrig, n. 1779 - Avrig, † 1821)

## Pesisti(1)
- Gheorghe Gușet, pesista rumeno (Zalău, n. 1968 - Zalău, † 2017)

## Pittori(1)
- Gheorghe Tattarescu, pittore rumeno (Focșani, n. 1818 - Bucarest, † 1894)

## Politici(12)
- Gheorghe Apostol, politico rumeno (Tudor Vladimirescu, n. 1913 - Bucarest, † 2010)
- Gheorghe Argeșanu, politico e generale rumeno (Caracal, n. 1883 - Jilava, † 1940)
- Gheorghe Brega, politico moldavo (Drepcăuți, n. 1951)
- Gheorghe I. Brătianu, politico e storico rumeno (Boteni, n. 1898 - Bucarest, † 1953)
- Gheorghe Grigore Cantacuzino, politico rumeno (Bucarest, n. 1833 - Bucarest, † 1913)
- Gheorghe Ciuhandu, politico rumeno (Timișoara, n. 1947)
- George Copos, politico rumeno (Tășnad, n. 1953)
- Gheorghe Funar, politico romeno (Sânnicolau Mare, n. 1949)
- Gheorghe Gheorghiu-Dej, politico rumeno (Bârlad, n. 1901 - Bucarest, † 1965)
- Gheorghe Mironescu, politico rumeno (Vaslui, n. 1874 - Bucarest, † 1949)
- Gheorghe Tătărescu, politico rumeno (Târgu Jiu, n. 1886 - Bucarest, † 1957)
- Gheorghe Vasilichi, politico rumeno (n. 1902 - † 1974)

## Procuratori sportivi(1)
- Gheorghe Popescu, procuratore sportivo, imprenditore e ex calciatore rumeno (Calafat, n. 1967)

## Pugili(2)
- Gheorghe Fiat, pugile rumeno (Reșița, n. 1929 - Craiova, † 2010)
- Gheorghe Negrea, pugile rumeno (Sibiu, n. 1934 - Bucarest, † 2001)

## Rivoluzionari(2)
- Gheorghe Crișan, rivoluzionario rumeno (n. 1733 - † 1785)
- Gheorghe Magheru, rivoluzionario e generale rumeno (Bârzeiu, n. 1802 - Bucarest, † 1880)

## Scrittori(1)
- Gheorghe Săsărman, scrittore rumeno (n. 1941)

## Scultori(2)
- Gheorghe Anghel, scultore rumeno (Turnu-Severin, n. 1904 - Bucarest, † 1966)
- Gheorghe Leonida, scultore rumeno (Galați, n. 1892 - Bucarest, † 1942)

## Sollevatori(1)
- Gheorghe Maftei, sollevatore rumeno (Onești, n. 1955)

## Tiratori a segno(1)
- Gheorghe Lichiardopol, tiratore a segno rumeno (Bucarest, n. 1913 - † 1991)

## Tiratori a volo(1)
- Gheorghe Plagino, tiratore a volo rumeno (Dumbrăveni, n. 1876 - Bucarest, † 1949)